# فریدون مونزو
فریدون مونزو (انگلیسی: Ferrán Monzó؛ زادهٔ ۶ دسامبر ۱۹۹۲) بازیکن فوتبال اهل اسپانیا است.
از باشگاه‌هایی که در آن بازی کرده‌است می‌توان به باشگاه فوتبال راپید بخارست اشاره کرد.